# Obchodní dům Perla
Obchodní dům Perla v Pelhřimově byl slavnostně otevřen 30. dubna 1974 uvnitř městské památkové rezervace. Tehdy se jednalo o třetí největší obchodní dům v Jihočeském kraji. Stavba byla budována v letech 1968 až 1973 podle projektu architektů Opařila a Gregorové.

## Demolice
Stavbě masivní budovy předcházela demolice celého bloku mezi dvěma ulicemi Palackého a Růžovou: empírových Masných krámů (1837) a památkově chráněné synagogy. 
Původní průchod mezi ulicemi zanikl, byla odstraněna i historická kamenná kašna.

## Kontroverze
Stavba podle mínění místních obyvatel i části politiků značně poškozuje vzhled historické části města.